# Sant Jordi Desvalls
Sant Jordi Desvalls – gmina w Hiszpanii, w prowincji Girona, w Katalonii, o powierzchni 11,72 km². W 2011 roku gmina liczyła 703 mieszkańców.